# اگراهرا ودهالی
اگراهرا ودهالی (به انگلیسی: Agrahara Vaddahalli) یک روستا در هند است که در کارناتاکا واقع شده‌است.